# Pelle Møller
Pelle Møller (født 11. juli 1975 i København) er en dansk journalist og instruktør, som har virket bredt indenfor film og TV. I marts 2015 blev han ansat som redaktør på DR kanalen Ramasjang.

## Karriere
I 1999 medvirkede han i et enkelt afsnit af DR2s tv-sketchprogram Casper & Mandrilaftalen.
Han har skrevet og instrueret flere satire-tv-serier på DR2 fra 2001-2003.
- Perforama (med Anders Matthesen)[1]
- Er du skidt, skat (med Mette Horn)
- Åndehullet
- OPS

Han fik sit brede gennembrud i 2004, da han skrev og instruerede comedy-indslag til årets Melodi Grand Prix. Her spillede Mia Lyhne rollen som Pia, der var en stor grand-prix-fan.
Pelle Møller har også instrueret og skrevet reklamefilm og musikvideoer samt skrevet teaterstykket Vejen til Himlen på Teater Grob (2004).
Han har derudover arbejdet som journalist og tilrettelægger på diverse tv-programmer fra 1995-2001. Heriblandt Dansk Film Skat, Danish Music Awards og Aqua i Kina.
Han har også været vært på Stop en halv (TV3+, 1998), Popstars Live! (TV 2, 2001) og Bodil-prisuddelingen (DR2, 2003).
Han var tidligere filmskribent på ungdomsbladet Chili og internet-sitet Scope.
I foråret 2008 skriver han spændingsserien "Invasion" til DR-Fiktion (4 afsnit), og den 30. november 2008 er der premiere på "For enhver pris" på P2 – en krimi-serie på 12 afsnit som Pelle Møller er hovedforfatter på.
Han skrev den Oscar-nominerede kortfilm Helmer & Søn (Nordisk Film, 2007). 
I 2008 skriver og instruerer han kortfilmen "Make My Day" (M&M Productions) som bl.a. er blevet udtaget til konkurrence på flere prestigefyldte filmfestivaller – blandet andet AFI Fest, Hollywood og Manhattan Short Film Festival.
I marts 2010 var der premiere på 2. sæson af "For enhver pris" (8 afsnit – alle skrevet af Pelle Møller). Han er instruktør og manuskriptforfatter på radioserien "Gys på P1" – der kan fås som podcast (sommer 2010) og kunne høres på P1 i efteråret 2010. Han har ligeledes produceret Pubertetsguiden for DR Ultra.
Pelle Møller har løbende skrevet og udviklet spillefilm, serier og kortfilm hos forskellige danske produktionsselskaber. I marts 2015 blev han ansat som redaktør på Ramasjang.